# Gettysburg (Pennsylvania)
Gettysburg er en by i det sydlige Pennsylvania nær grænsen til Maryland. Byen er mest kendt for Slaget ved Gettysburg i den amerikanske borgerkrig. Byen har 7.106(2020) indbyggere, der årligt besøges af ca. 2 mio. mennesker. 

## Historie
Byen blev grundlagt af James Gettys i 1786 og hed oprindelig Gettystown. I 1800 blev byen centrum i Adams County og blev omdøbt til Gettysburg. 
Fra 1. juli – 3. juli 1863 var byen og området omkring den skueplads for det største slag under den amerikanske borgerkrig. Ca. 7.000 mand døde og 45.000 blev såret. Slaget betegnes ofte som vendepunktet i den amerikanske borgerkrig, selv om kampene fortsatte i næsten to år. 
Den 19. november 1863, ved indvielsen af militærkirkegården i Gettysburg holdt den amerikanske præsident Abraham Lincoln en kort tale – Gettysburg-talen, som siden blev meget citeret, fordi den på kun 10 sætninger opsummerede formålet med krigen. 
På 50 årsdagen for slaget i sommeren 1913 blev der afholdt en forbrødringsceremoni med veteraner fra både Union og Konføderation. På 75 årsdagen den 3. juli 1938 besøgte præsident Franklin D. Roosevelt og ca. 250.000 mennesker byen for at indvie "Eternal Peace Light Memorial".
I 1950 købte general Dwight D. Eisenhower, som senere blev USA's præsident, en gård ved Gettysburg (vest for Sydstaternes stillinger på Seminary Ridge), hvor han ville nyde sit otium. 
Mens han var præsident modtog han mange af Verdens ledere på gården – Charles de Gaulle, Winston Churchill og i 1959 den daværende sovjetiske leder Nikita Khrusjtjov